# Tootootje
Tootootje is een gagstrip over een auto met menselijke trekken. De strip verscheen in het Limburgs Dagblad (1974) en het Haarlems Dagblad (1983) en werd gemaakt door Hans Konings en Wiel Seuskens.
Tootootje leeft in een tweedimensionale wereld die bestaat uit drie exact bepaalde vierkanten, "Het Kader". Hierin spelen alle avonturen zich af. Tootootje ondervindt in zijn bestaan veel hinder van zijn materiële omgeving (verkeersborden, heuvels, zon), van zijn miniatuur evenbeeld (toepasselijk aangeduid met "de kleine") of van Het Kader zelf, dat een geheel andere rol vervult dan in de traditionele strip.

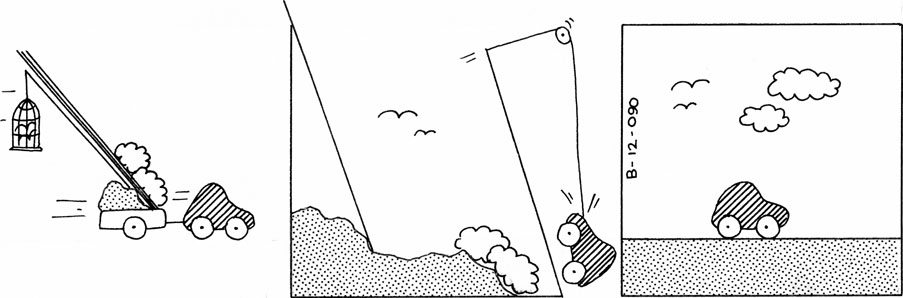
Tootootje bouwt zijn eigen strip

In de Suske en Wiskereeks verscheen begin jaren 90 ook een album dat De tootootjes heette. 